# Bentvueghels

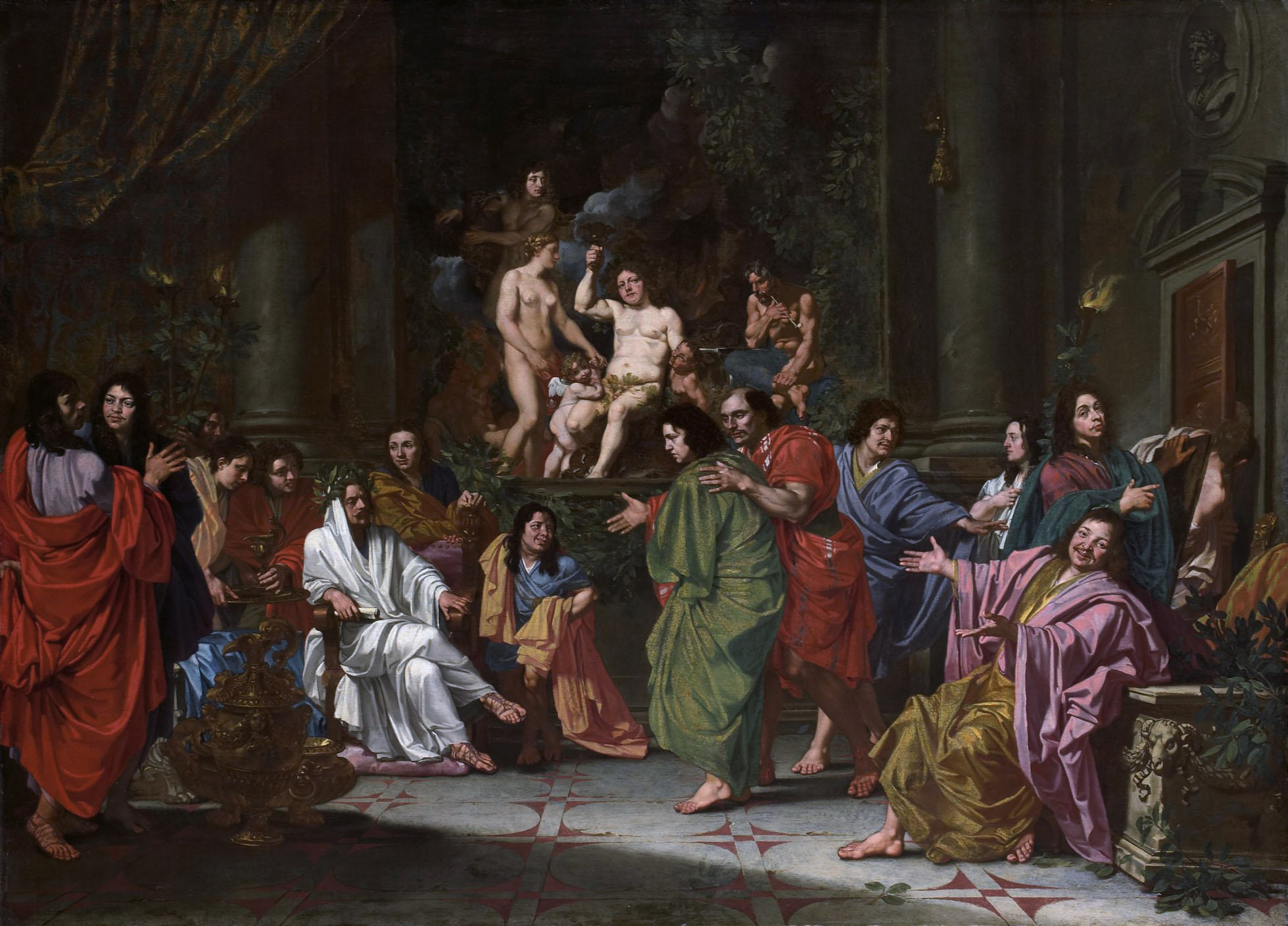
Anónimo, ca 1660, - Iniciación de un Bentvueghel en Roma, donde el nuevo miembro recibe su apodo o Bent. Ámsterdam, Rijksmuseum.

Los Bentvueghels fueron una sociedad de artistas en su mayoría holandeses y flamencos activos en Roma desde aproximadamente 1620 hasta 1720. También se les conoce como Schildersbent ("camarilla de pintores").

## Actividades

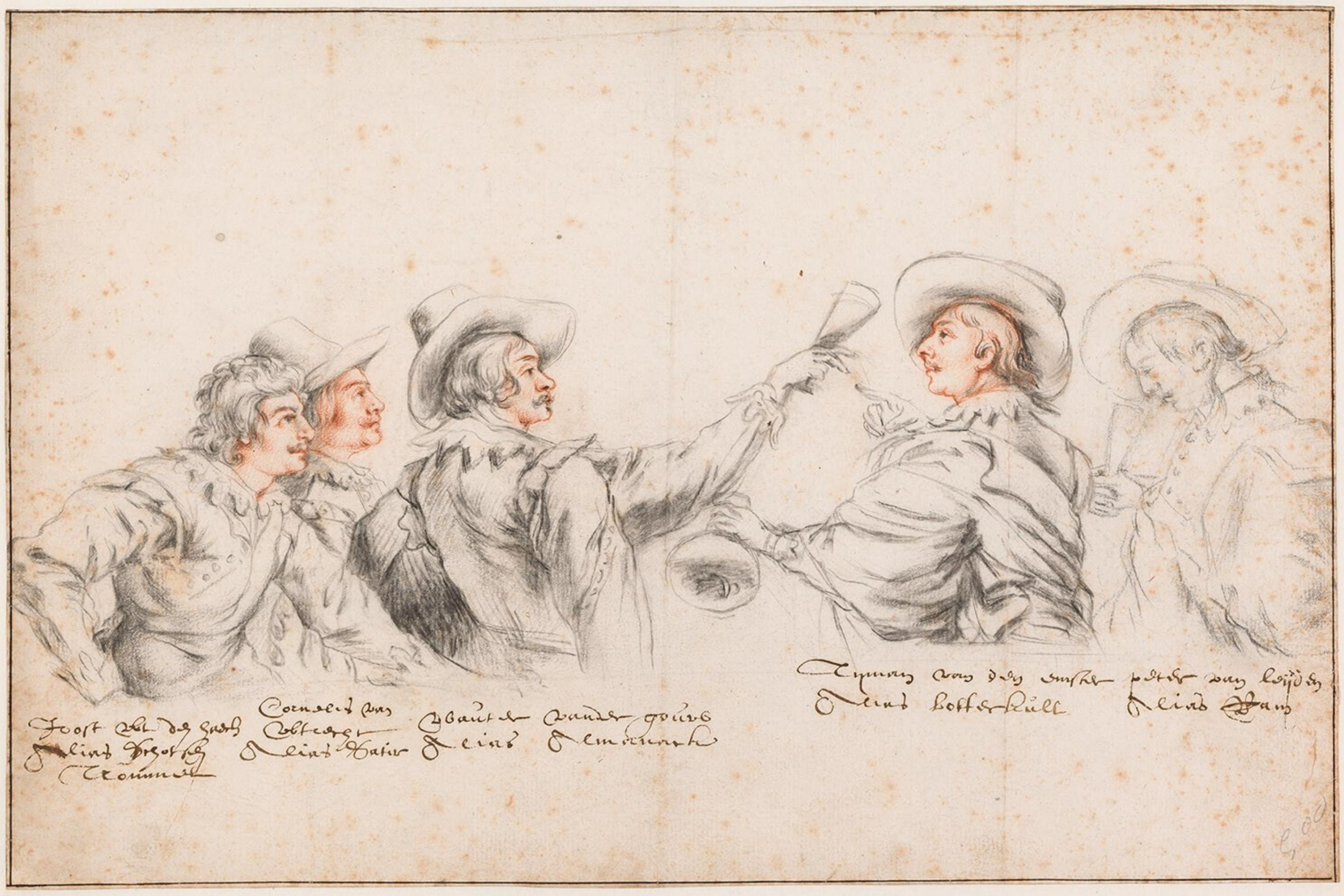
De izquierda a derecha: Joost de La Haya (apodo Schotsen trommel), Cornelis (Poelenburgh) de Utrecht (apodo Satier), Wouter (Crabeth) de Gou (apodo Almanack), Tyman (Cracht) de Emster (apodo Botterkull) y Peter de Leiden (apodo Ram). Dibujo anónimo, Rotterdam, Museo Boijmans Van Beuningen.

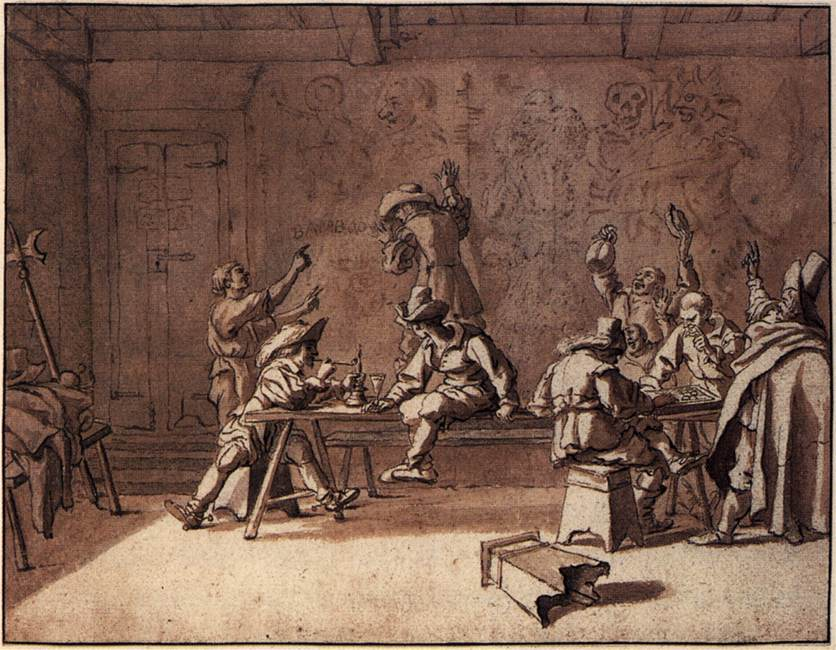
Bentvueghels en una taberna romana, de Pieter van Laer.

Los miembros, que incluían a pintores, grabadores, escultores y poetas, vivían todos en diferentes puntos de la ciudad (principalmente en las parroquias de Santa María del Popolo y San Lorenzo in Lucina en el norte de la ciudad) y se unían por motivos sociales e intelectuales. El grupo era bien conocido por sus rituales de iniciación báquica (pagados por el iniciado). Estas celebraciones, que en ocasiones duraban hasta 24 horas, concluían con una marcha en grupo hacia la iglesia de Santa Constanza, conocida popularmente en ese momento como Templo de Baco. Allí hacían libaciones a Baco ante el sarcófago de pórfido de Constantina (ahora en los Museos Vaticanos), que se consideraba su tumba por sus motivos báquicos. Todavía se puede ver una lista de sus miembros en una de las capillas laterales de esta iglesia. Esta práctica fue finalmente prohibida por el Papa Clemente XI en 1720. Aunque compuesto predominantemente por artistas flamencos y holandeses, se admitieron algunos miembros de otras procedencias, incluidos Joachim von Sandrart y Valentin de Boulogne.
A pesar del carácter ruidoso de estas iniciaciones, se mantuvo una cierta calidad intelectual. Joachim von Sandrart, por ejemplo, escribió en su libro de 1675-1679, Teutsche Academie der edlen Bau-, Bild und Malereikünste ( Academia Alemana de las Nobles Artes de Arquitectura, Escultura y Pintura ), que su "bautismo" incluía "discursos razonados, emprendidos por franceses e italianos, así como por alemanes y neerlandeses, cada uno en su propia lengua ". También Cornelis de Bruijn escribió sobre los rituales a los que tuvo que someterse en 1674 y realizó algunos grabados, que publicó en 1698. 

## Los Bentvueghels y la Academia de San Lucas
Los Bentvueghels estaban frecuentemente en desacuerdo con la Accademia di San Luca de Roma ("Academia de San Lucas"), que tenía el propósito de elevar el trabajo de los "artistas" por encima de los artesanos. Por esta razón, antes de partir hacia Italia, los artistas primero intentaban convertirse en miembros de su Gremio de San Lucas local para tener credenciales para mostrar a su llegada. Viajar a Italia se convirtió en un rito de iniciación para los jóvenes artistas holandeses y flamencos después de la publicación de Schilder-boeck de Karel van Mander en 1604. A menudo abarcando un viaje difícil y en muchos casos peligroso, los artistas pasaban años en el viaje a Italia, usando sus talentos artísticos para pagar su camino. Muchos nunca llegaron hasta Italia y muchos nunca intentaron el viaje de regreso una vez que llegaron allí.
Por lo tanto, a su llegada, muchos artistas se establecieron bastante bien gracias a la experiencia de trabajo realizada a lo largo del camino. Sin embargo, muchos otros eran jóvenes y desconocidos. Lo que sí tenían todos cuando llegaban a Roma era un sentimiento abrumador de confianza en sí mismos, en su capacidad para vivir de su propio trabajo, y ser miembro de la Accademia tenía poca relevancia para ellos.
Tradicionalmente, las actividades lúdicas de los Bentvueghel se han enfatizado sobre sus actividades intelectuales y artísticas. David Levine sugiere, en cambio, que "la pedagogía artística académica, con su énfasis en la copia repetitiva, bien podría haber sorprendido a los miembros de los Bent [los Bentvueghels] como un proceso mecánico bajo, en contraste con su enfoque verdaderamente humanista". Artistas como Pieter van Laer, sin embargo, pertenecían a ambas organizaciones.

## Miembros conocidos
La primera publicación conocida que enumera a los miembros es el libro de Arnold Houbraken, un artista y grabador que nunca viajó a Italia, pero que utilizó la lista de miembros de Bentvueghels como fuente para su libro, De groote schouburgh der Nederlantsche konstschilders en schilderessen, en 1718. Siempre que puede, da el apodo del pintor en sus bocetos biográficos.
Los miembros originales del grupo también fueron representados en una serie de dibujos realizados alrededor de 1620. Entre los que aparecen en los dibujos se encuentran Cornelis van Poelenburch, Bartholomeus Breenbergh, Dirck van Baburen, Paulus Bor, Cornelis Schut y Simon Ardé. Tras la iniciación, los miembros recibían alias que a menudo eran nombres de dioses y héroes clásicos, como Baco, Cupido, Héctor, Meleagro, Céfalo, Píramo, Orfeo, etc. A veces, sin embargo, los alias eran ingeniosos o semi-obscenos de acuerdo con las actividades generales de la sociedad.
Algunos de los miembros con alias conocidos son los siguientes:
- Willem van Aelst - "Vogelverschrikker" (" Espantapájaros ")
- Simon Ardé - "Tovenaer" ("Mago")
- Jan Asselijn - "Crabbetje" ("Cangrejo pequeño"), debido a una discapacidad en su mano derecha
- Dirck van Baburen - "Biervlieg" ("Mosca de la cerveza")
- David Beck - "Cetro de Gulden"
- Jan van Bijlert - " Aeneas " (uno de los fundadores)
- Cornelis Bloemaert - "Invierno"
- Jan Frans van Bloemen - "Horizonte"
- Norbert van Bloemen - "Cefalus"
- Pieter van Bloemen - "Standaart" o "Stendardo" (" Estándar ")
- Jacques Blondeau - "Weyman" ("El hombre de la pradera")
- Jan Boeckhorst - "Lange Jan" ("Juan largo")
- Paulus Bor - " Orlando "
- Francis van Bossuit - "Waarnemer" ("Delegado")
- Valentin de Boulogne - "Innamorato"
- Leonard Bramer - "Nestelghat" ("Fidget")
- Bartholomeus Breenbergh - "Het Fret" ("hurón")
- Abraham Brueghel - "Rijngraaf" o "Ringraaf" (el "Duque del Rin", que era un antiguo título aristocrático en el norte de Europa)
- Jan Baptist Brueghel - " Meleagro "
- Cornelis de Bruijn - " Adonis "
- Wouter Crabeth II - "Almanack" (" Almanaque ")
- Tyman Arentsz. Cracht - "Botterkull" o "Botterkull" ("Bola de mantequilla")
- Ignatius Croon - "Gaudtvinck" o "Goudtvinck" ("Camachuelo")
- Willem Doudijns - " Diomedes "
- Karel Dujardin - "Barba di Becco" o "Bokkebaart" ("Barba de cabra")
- Wybrand de Geest - "De Friesche Adelaar" (Águila frisona)
- Abraham Genoels - "Arquímedes"
- Pieter Groenewegen - "Leeuw" ("León")
- Reynier van Heuckelom - "Lobo"
- Samuel van Hoogstraten - "Batavier" (" Bátavo ")
- Pieter van der Hulst - "Zonnebloem" ("Girasol")[7]
- Willem van Ingen - "Den Eersten" ("El primero")[8]
- Adriaen van der Kabel - "Geestigheid" ("Humorista")
- Gerard van Kuijl - "Stijgbeugel" ("Estribo")
- Pieter van Laer - "Il Bamboccio" ("Marioneta fea")
- Jan Linsen - "Hermafrodiet" (" Hermafrodita ")
- Jacob Leyssens - "Notenkraker" ("Cascanueces")
- Hendrik Frans van Lint - "Studie" ("Estudio")
- Johann Liss - " Pan "
- Willem Molijn - otro fundador
- Pieter Mulier el Joven - "Tempeest" ("Tempestad")
- Franciscus de Neve (II) - "Bloosaerken" ("Pequeño soplador")
- Reinier van Persijn - "Narcissis" (" Narciso ")
- Cornelis van Poelenburgh - " Sátiro ", también fundador
- Luigi Primo - "Gentiel" o "Gentile"
- Otto Marseus van Schrieck - "Snuffelaer"  [9]
- Jacob van Staverden - "Ijver" ("Diligente")
- Herman van Swanevelt - "Heremiet" (" Ermitaño ")
- Augustinus Terwesten - "Patrysvogel" ("Perdiz")[10]
- Robert du Val - "La Fortune"
- Pieter Verbrugghen II - "Ballon" ("Globo")
- Carel de Vogelaer - "Distelbloem" ("Flor de cardo")
- Jan Baptist Weenix - "Ratel" (" Sonajero ", debido a un defecto en el habla)[11]
- Theodoor Wilkens - "Goedewil" ("Buenas intenciones")
- Matthias Withoos - "Calzetta bianca" [12]
- Gaspar de Witte - "Grondel"
- Johan Zierneels - "Lely" o "Lelie"